# Magic Candies
Magic Candies es un cortometraje de animación japonés de 2024 dirigido por Daisuke Nishio, escrito por Baek Hee-na y producido por el estudio de animación japonés Toei Animation. La historia está inspirada en el libro ilustrado coreano Magic Candies. La película de 21 minutos tardó cuatro años en completarse. Se estrenó en el Festival Internacional de Cine Infantil de Nueva York de 2024 y ha recibido varias nominaciones y premios, incluida una nominación al Gran Premio del Jurado en el AFI Fest de 2024 y una nominación al premio al Mejor Cortometraje en el Festival de Cine de Londres. El 23 de enero de 2025, Magic Candies fue nominada a un premio Óscar en la categoría de Mejor Cortometraje Animado, convirtiéndose en la primera película de Toei en lograr ese honor.

## Sinopsis
Dong-Dong no juega con otros niños; prefiere jugar a las canicas en solitario. Un día, mientras busca canicas nuevas, compra una bolsa de caramelos coloridos con forma de canica. Pronto descubre que al poner uno de esos caramelos en la boca, su viejo sofá empieza a hablarle. Durante unos minutos, mantiene una conversación con el sofá hasta que el caramelo se derrite. Gracias a estos caramelos mágicos, Dong-Dong comienza a vivir encuentros especiales con el mundo que lo rodea, descubriendo nuevas perspectivas, incluida la de sí mismo.